# Damla Günay
Damla Gunay, turška lokostrelka, * 24. november 1982.
Sodelovala je na lokostrelskem delu poletnih olimpijskih igrah leta 2004, kjer je osvojila 38. mesto v individualni in 10. v ekipni konkurenci.